# マンデュロ
マンデュロ（欧字名:Manduro、2002年3月9日 - 2020年6月27日）はドイツ生まれで、現役時代はドイツ、フランス、イギリス、イタリアで走った競走馬。2008年より種牡馬となった。半姉に2003年のディアナ賞3着のマンデラ（Mandela）がいる。

## 経歴

### 現役時代
2004年9月にドイツでデビューし勝利すると、その後のG3ヴィンターファヴォリテン賞で重賞初勝利。この年2戦2勝でシーズンを終える。
2005年は11ヵ月の休養を経て準重賞に出走。久々ながらも後続に2馬身差をつける快勝で復活すると、続くG3ドイツ統一賞も勝利した。しかし4戦4勝で初G1出走となったローマ賞では1番人気に支持されながらも、前走ドイツ統一賞で負かしたソルジャーホロウに完敗の4着になり、初敗戦を喫した。
2006年はフランスのアンドレ・ファーブル厩舎に移籍し、この年初戦のG2アルクール賞を制した。が、この後は7戦して2着3回、3着4回となかなか勝ち切れない競走が続いた。
しかし2007年はG3アールオブセフトンステークスで約1年ぶりの勝利を挙げるとイスパーン賞で悲願であったG1を初制覇、続くプリンスオブウェールズステークス、ジャック・ル・マロワ賞と勝ち進み完全復活を果たした。さらに初めての2400m戦に挑んだフォワ賞でもマンデシャを振り切り、同年無敗の5連勝を飾った。その後は凱旋門賞出走が予定されていたが、フォワ賞直後に右後肢の管骨を骨折している事が判明し、陣営は引退を決断した。8月にはワールド・サラブレッド・レースホース・ランキングで、芝部門で世界最高となる128ポンドの評価を与えられていた。

## 種牡馬時代
2008年からはダーレーグループ傘下でイギリスにあるダルハムホールスタッドで種牡馬となる。2011年に初年度産駒デビュー。
2020年6月27日、心臓発作のため死亡した。

### 主な産駒
- 2009年産
  - Mandaean / マンディアン（クリテリウムドサンクルー）
- 2010年産
  - Charity Line / チャリティーライン（リディアテシオ賞）
  - Ribbons / リボンズ（ジャンロマネ賞）
- 2012年産
  - Vazirabad / ヴァジラバド（ロワイヤルオーク賞連覇）
- 2013年産
  - Ultra / ウルトラ（ジャン・リュック・ラガルデール賞）
- 2017年産
  - Iresine / イレジン（ロワイヤルオーク賞、イスパーン賞）

#### ブルードメアサイアーとしてのおもな産駒
- 2015年産
  - Billesdon Brook / ビルズドンブルック（1000ギニー）[4]
- 2018年産
  - Deny Knowledge / ディナイナレッジ（マイトアンドパワーステークス）[5]
- 2020年産
  - ダット（サファイア賞）[6]

## 血統表
| マンデュロの血統           | マンデュロの血統                 | マンデュロの血統                 | （血統表の出典）                 | （血統表の出典） |
| 父系                       | バーラム系（ブランドフォード系） | バーラム系（ブランドフォード系） | バーラム系（ブランドフォード系） | [ § 2 ]          |
| 父 Monsun 1990 黒鹿毛      | 父の父Konigsstuhl 1976 黒鹿毛    | Dschingis Khan                   | Tamerlane                        | Tamerlane        |
| 父 Monsun 1990 黒鹿毛      | 父の父Konigsstuhl 1976 黒鹿毛    | Dschingis Khan                   | Donna Diana                      |                  |
| 父 Monsun 1990 黒鹿毛      | 父の父Konigsstuhl 1976 黒鹿毛    | Konigskronung                    | Tiepoletto                       | Tiepoletto       |
| 父 Monsun 1990 黒鹿毛      | 父の父Konigsstuhl 1976 黒鹿毛    | Konigskronung                    | Kronung                          |                  |
| 父 Monsun 1990 黒鹿毛      | 父の母Mosella 1985 鹿毛          | Surumu                           | Literat                          | Literat          |
| 父 Monsun 1990 黒鹿毛      | 父の母Mosella 1985 鹿毛          | Surumu                           | Surama                           |                  |
| 父 Monsun 1990 黒鹿毛      | 父の母Mosella 1985 鹿毛          | Monasia                          | Authi                            | Authi            |
| 父 Monsun 1990 黒鹿毛      | 父の母Mosella 1985 鹿毛          | Monasia                          | Monacensia                       |                  |
| 母 Mandellicht 1994 青鹿毛 | 母の父Be My Guest 1974 栗毛      | Northern Dancer                  | Nearctic                         | Nearctic         |
| 母 Mandellicht 1994 青鹿毛 | 母の父Be My Guest 1974 栗毛      | Northern Dancer                  | Natalma                          |                  |
| 母 Mandellicht 1994 青鹿毛 | 母の父Be My Guest 1974 栗毛      | What a Treat                     | Tudor Minstrel                   | Tudor Minstrel   |
| 母 Mandellicht 1994 青鹿毛 | 母の父Be My Guest 1974 栗毛      | What a Treat                     | Rare Treat                       |                  |
| 母 Mandellicht 1994 青鹿毛 | 母の母Mandelauge 1989 黒鹿毛     | Elektrant                        | Dschingis Khan                   | Dschingis Khan   |
| 母 Mandellicht 1994 青鹿毛 | 母の母Mandelauge 1989 黒鹿毛     | Elektrant                        | Elektra                          |                  |
| 母 Mandellicht 1994 青鹿毛 | 母の母Mandelauge 1989 黒鹿毛     | Mandriale                        | Norfolk                          | Norfolk          |
| 母 Mandellicht 1994 青鹿毛 | 母の母Mandelauge 1989 黒鹿毛     | Mandriale                        | Mariapolis F-No.                 |                  |
| 母系(F-No.)                | (FN:3-d)                         | (FN:3-d)                         | (FN:3-d)                         | [ § 3 ]          |
| 5代内の近親交配            | Dschingis Khan S3×M4=18.75%      | Dschingis Khan S3×M4=18.75%      | Dschingis Khan S3×M4=18.75%      | [ § 4 ]          |
| 出典                       | 1. 2. 3. 4.                      | 1. 2. 3. 4.                      | 1. 2. 3. 4.                      | 1. 2. 3. 4.      |

- 甥にワールドエース、ワールドプレミア、ヴェルトライゼンデ。